# Sebastian Korda
Sebastian Korda (Bradenton, 5 luglio 2000) è un tennista statunitense.
Considerato già in giovane età una delle maggiori promesse del tennis statunitense, è stato nº 1 della classifica mondiale da juniores. In singolare ha vinto due titoli ATP su nove finali disputate, tra cui l’ATP 500 di Washington 2024, nelle prove del Grande Slam il suo miglior risultato sono i quarti di finale raggiunti agli Australian Open 2023. Il suo miglior ranking ATP è la 15ª posizione raggiunta nell'agosto 2024. In doppio ha vinto il Masters 1000 di Madrid 2024 in coppia con Jordan Thompson e ha raggiunto la 46ª posizione nel marzo 2025.

## Biografia
È figlio degli ex tennisti cechi Regina Rajchrtová e Petr Korda, quest'ultimo vincitore degli Australian Open 1998 in singolare e dell'edizione 1996 in doppio, nonché suo allenatore. Le sorelle Nelly e Jessica sono golfiste professioniste nell'LPGA Tour statunitense. Inizia a giocare a hockey su ghiaccio a tre anni e a nove si dedica al tennis.

## Carriera

### Juniores
Nel primo periodo da juniores si afferma soprattutto in doppio, specialità nella quale conquisterà 5 titoli di categoria. In singolare colleziona qualche finale nei tornei minori e nel novembre 2017 raggiunge la finale nell'importante Abierto Juvenil Mexicano di Città del Messico. Si afferma definitivamente nel gennaio 2018 conquistando il titolo al torneo juniores dell'Australian Open, sconfiggendo in finale Tseng Chun-hsin. Il trionfo avviene esattamente 20 anni dopo quello del padre Petr, che aveva vinto il titolo tra i professionisti all'Australian Open 1998. La vittoria a Melbourne lo porta in vetta alla classifica mondiale di categoria. Nel luglio successivo, Tseng Chun-hsin si prende la rivincita eliminandolo in semifinale al Roland Garros juniores.

### 2016-2019: inizi da professionista
Fa le sue prime apparizioni nel circuito dei Futures ITF nel 2016, inizia a giocare in pianta stabile tra i professionisti verso la fine del 2017 e in ottobre raggiunge la prima finale Futures al torneo U.S.A. F33. Nel febbraio 2018 debutta nel circuito maggiore al New York Open con una wild card e viene eliminato al primo turno dal top 100 Frances Tiafoe dopo avergli strappato un set. Subito dopo fa il suo esordio anche nell'ATP Challenger Tour, collezionando un'altra sconfitta al primo turno. Conquista il suo primo titolo da professionista il 20 maggio 2018 nel torneo di doppio del Futures Spain F11 in coppia con Orlando Luz, battendo in finale Michiel de Krom / Felipe Meligeni Alves. Dopo altre due finali perse in singolare nei Futures, in agosto vince al primo turno delle qualificazioni agli US Open e viene eliminato al secondo turno. Nel febbraio 2019 si impone nel torneo ITF di doppio M25 Weston in coppia con Nicolás Mejía. Vince i primi incontri in un Challenger nell'aprile successivo, quando raggiunge i quarti di finale al Sarasota Open. In luglio disputa la sua prima finale Challenger a Nur-Sultan, viene sconfitto in tre set da Evgenij Donskoj e il 5 agosto fa il suo ingresso nella top 300. In novembre gioca a Champaign-Urbana la sua seconda finale Challenger e soccombe in tre set a Jeffrey John Wolf.

### 2020: quarto turno al Roland Garros, primo titolo Challenger e 116º nel ranking
Nell'agosto 2020 supera per la prima volta le qualificazioni di un torneo ATP al Masters 1000 di Cincinnati con le sue prime vittorie su giocatori top 100, il nº 76 ATP Attila Balázs e il nº 54 Gilles Simon; al primo turno del main draw viene sconfitto da Emil Ruusuvuori. La settimana successiva riceve una wild card per il tabellone principale degli US Open ed esce al primo turno per mano di Denis Shapovalov. Supera le qualificazioni anche al Roland Garros e al primo turno vince il primo incontro in un tabellone principale del circuito maggiore superando in 4 set Andreas Seppi, al secondo turno sconfigge in 4 set il nº 1 statunitense John Isner; diventa il primo statunitense a raggiungere il quarto turno al debutto nello Slam parigino dopo Michael Russell nel 2001, viene quindi eliminato da Rafael Nadal in tre set. Questi risultati lo proiettano al 131º posto del ranking, con un balzo di 82 posizioni. L'11 agosto 2020 alza il suo primo trofeo da professionista in singolare al Challenger Eckental, sconfiggendo in finale Ramkumar Ramanathan con il punteggio di 6-4, 6-4 e porta il best ranking alla 116ª posizione.

### 2021: primo titolo ATP, quarti di finale a Miami e top 50

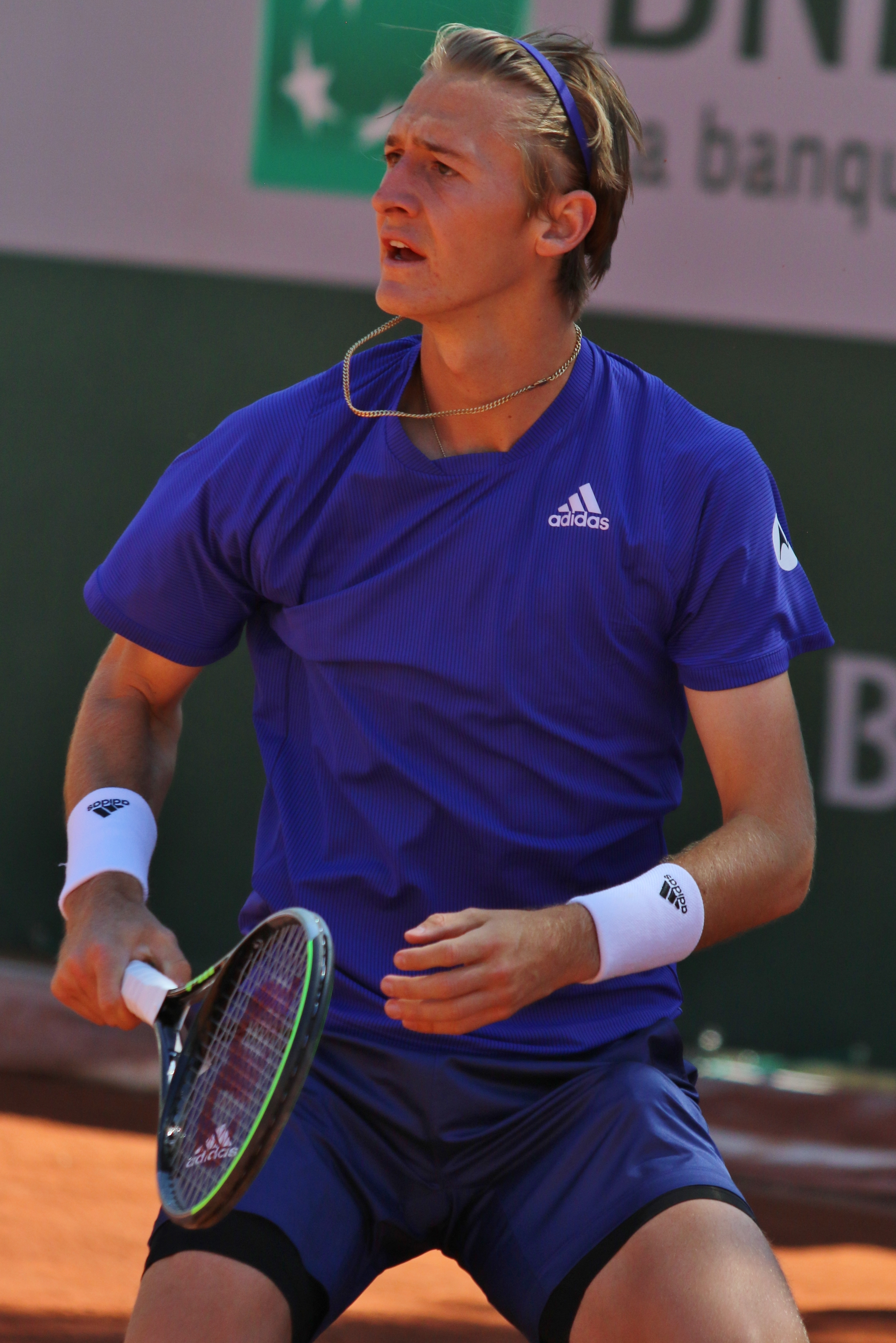
Sebastian Korda nel 2021

All'esordio stagionale raggiunge la sua prima finale ATP a Delray Beach con i successi su Kwon Soon-woo, Tommy Paul, John Isner e Cameron Norrie, e cede a Hubert Hurkacz con un doppio 3-6. Conferma il buon momento di forma aggiudicandosi il Challenger di Quimper, lasciando solo due giochi a Filip Horanský nell'atto conclusivo, risultato con cui fa il suo ingresso tra le prime cento posizioni della classifica mondiale. Eliminato al secondo turno all'Open Sud de France e al torneo 500 di Acapulco, a fine marzo ottiene le vittorie più significative da inizio carriera al Masters di Miami; dopo aver battuto il n.17 del ranking Fabio Fognini, al terzo turno concede solo tre giochi ad Aslan Karacev, reduce dal titolo conquistato a Dubai e dalla semifinale agli Australian Open. Negli ottavi di finale sconfigge Diego Schwartzman, nella sua prima vittoria contro un top 10 in carriera, ed esce di scena nei quarti, eliminato dalla testa di serie n.4 Andrej Rublëv. Nel torneo di doppio, in coppia con Michael Mmoh, si spinge nuovamente ai quarti di finale. A fine torneo migliora i suoi best ranking sia in singolare (65º) che in doppio (229º).
Inizia la trasferta europea sulla terra rossa perdendo tre incontri consecutivi e a Lione esce al secondo turno. Nel torneo 250 di Parma batte Andreas Seppi, Lorenzo Sonego, Yoshihito Nishioka e Tommy Paul, in finale sconfigge Marco Cecchinato per 6–2, 6–4, si aggiudica così il primo titolo ATP e sale alla 50ª posizione mondiale. Dopo la precoce eliminazione al Roland Garros, ad Halle perde al terzo turno contro Ugo Humbert. Al torneo di Wimbledon sconfigge Alex de Minaur, Antoine Hoang e Daniel Evans, accedendo per la prima volta agli ottavi di finale, e viene battuto da Karen Chačanov in cinque set.
Dopo un mese di pausa torna alle gare a Washington e viene eliminato al terzo turno da Jannik Sinner, assieme al quale raggiunge la semifinale in doppio. Eliminato al secondo turno a Cincinnati, agli US Open è costretto al ritiro nel corso dell'incontro d'esordio per problemi allo stomaco. Rientrato dopo circa un mese, non va oltre il secondo turno a San Diego, al Masters di Indian Wells e a San Pietroburgo, riuscendo comunque a portare il best ranking alla 38ª posizione. Al Masters di Parigi elimina Aslan Karacev e Marin Čilić per poi venire sconfitto dal n.2 del ranking Daniil Medvedev. Termina la stagione alle Next Generation ATP Finals; dopo aver vinto tutti gli incontri del proprio raggruppamento, in semifinale supera Brandon Nakashima e in finale cede in tre set all'astro nascente Carlos Alcaraz.

### 2022: due finali ATP e top 30
All'esordio stagionale concede solo sette giochi al nº 12 del mondo Cameron Norrie al primo turno dell'Australian Open, supera quindi Corentin Moutet e viene eliminato al terzo turno da Pablo Carreño Busta. Raggiunge i quarti di finale a Delray Beach e perde al terzo set contro Norrie. In marzo fa il suo esordio nella squadra statunitense di Coppa Davis sconfiggendo Nicolás Mejía nella sfida vinta dagli Stati Uniti per 4-0 sulla Colombia. Al secondo turno di Indian Wells viene sconfitto nel tie-break del set decisivo da Rafael Nadal e al successivo Miami Open esce al terzo turno per mano di Miomir Kecmanović. Inizia la trasferta in Europa e gioca per la prima volta un Masters 1000 sulla terra battuta a Monte Carlo, al secondo turno sconfigge a sorpresa il nº 11 ATP Carlos Alcaraz, reduce dal trionfo a Miami, e viene eliminato subito dopo da Taylor Fritz, che aveva vinto il torneo di Indian Wells. Si spinge fino in semifinale all'Estoril grazie al successo nei quarti contro il nº 10 del mondo Félix Auger-Aliassime, e viene sconfitto in rimonta da Frances Tiafoe; con questi risultati porta il best ranking alla 30ª posizione mondiale. Eliminato al secondo incontro a Madrid, raggiunge il terzo turno al Roland Garros e ritrova Alcaraz, che si prende la rivincita lasciandogli solo 10 giochi.
In questo periodo soffre di problemi alla tibia e ai piedi, e dopo le premature eliminazioni nei primi tornei sull'erba annuncia che non prenderà parte a Wimbledon. Oltre a perdere i punti guadagnati l'anno prima con il trionfo a Parma, perde anche quelli del quarto turno a Wimbledon e scende al 59º posto nel ranking. Rientra dopo 5 settimane ed esce al primo turno ad Atlanta. Torna a buoni livelli a Washington, dove raggiunge i quarti superando Dimitrov e viene sconfitto a sorpresa dal nº 115 ATP Mikael Ymer. A Cincinnati elimina i top 30 Chačanov e Tiafoe e al terzo turno cede a John Isner nel tie-break del set decisivo. Non va oltre il secondo turno agli US Open. Nei quarti di finale a Metz viene sconfitto da Lorenzo Sonego dopo aver eliminato il nº 30 ATP Lorenzo Musetti. Torna a disputare una finale ATP al Gijón Open, supera tra gli altri Roberto Bautista Agut e Andy Murray e raccoglie solo 5 giochi contro Andrej Rublëv. Perde la finale anche la settimana successiva all'European Open contro Félix Auger-Aliassime.

### 2023: una finale ATP, quarti agli Australian Open, semifinale allo Shanghai Masters e 23º nel ranking

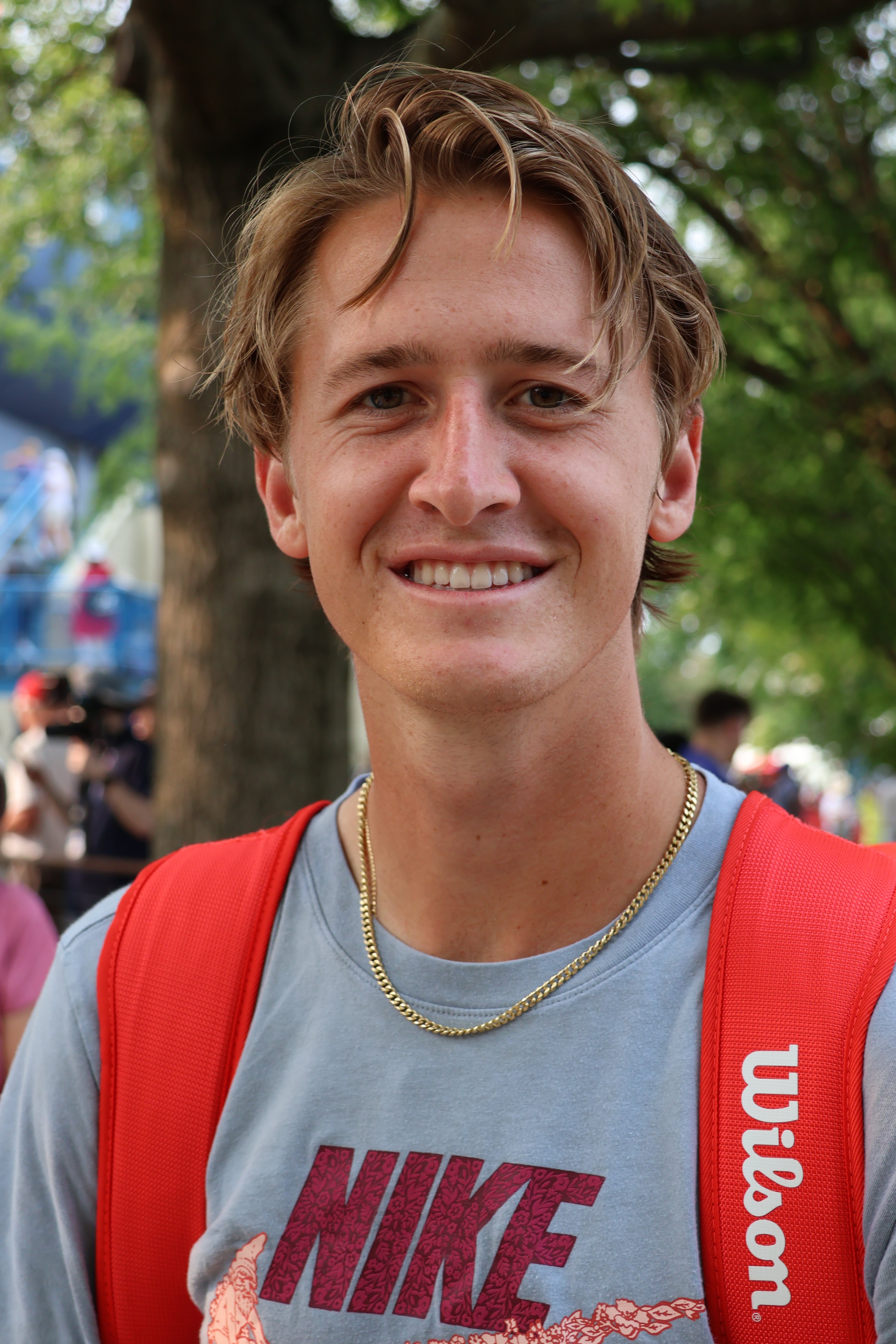
Sebastian Korda nel 2023

Inizia il 2023 raggiungendo la finale al torneo Adelaide 1 con i successi su Andy Murray, Roberto Bautista Agut, Jannik Sinner e Yoshihito Nishioka, e viene sconfitto da Novak Đoković in tre set. Agli Australian Open raggiunge per la prima volta i quarti di finale in un Major superando il finalista dell'edizione precedente Daniil Medvedev e agli ottavi Hubert Hurkacz in cinque set. Si ritira per un infortunio al polso durante il match contro Karen Chačanov, a fine torneo porta il best ranking alla 26ª posizione. Rientra dopo 3 mesi ed esce al turno di esordio nei Masters di Madrid e Roma e al secondo turno al Roland Garros. Raggiunge la semifinale al Queen's con i successi su Daniel Evans, sul top 10 Frances Tiafoe e su Cameron Norrie e cede a Carlos Alcaraz; a fine torneo porta il best ranking al 25º posto.
Delude a Wimbledon e nei primi tre eventi della tournée nordamericana, vincendo in totale un solo incontro. Raggiunge la semifinale a Winston-Salem ma dà forfait prima di disputare l'incontro per un infortunio subito alla caviglia durante il precedente match contro Richard Gasquet. Si ristabilisce in tempo ed esce di scena al primo turno anche agli US Open. Al 250 di Zhuhai viene sconfitto in semifinale da Karen Chačanov ed esce in semifinale anche nel torneo di doppio. All'Astana Open elimina Tallon Griekspoor e perde la finale contro Adrian Mannarino. Anche a Shanghai raggiunge la semifinale – la prima in un Masters 1000 – batte tra gli altri il nº 3 del mondo Daniil Medvedev e Ben Shelton e viene eliminato da Hubert Hurkacz, risultati con cui porta il miglior ranking al 23º posto mondiale. Cede di nuovo a Hurkacz al turno d'esordio al Paris Masters.

### 2024: primo titolo Masters 1000 e 57º del ranking in doppio, primo titolo ATP 500 e top 15 in singolare
A inizio stagione si spinge fino alla semifinale ad Adelaide dove viene sconfitto da Lehečka, mentre al terzo turno degli Australian Open cede in tre set ad Andrej Rublëv. Sconfitto in semifinale in doppio a Marsiglia assieme a Vasil Kirkov, raggiunge i quarti a Dubai dove è costretto al ritiro durante il match contro Rublëv. Viene eliminato al terzo turno perdendo il set decisivo sia a Indian Wells che a Miami, rispettivamente contro Medvedev e Hurkacz. Viene battuto da Sinner al secondo turno del Monte Carlo Masters dopo il successo su Alejandro Davidovich Fokina, mentre esce al turno d'esordio al 250 di Bucarest.
Esce all'esordio anche al Masters di Madrid, mentre conquista in coppia con Jordan Thompson il suo primo titolo in carriera in doppio. Al primo turno sconfiggono i numeri 1 e 2 del mondo Ebden/Bopanna in due set, eliminano anche Vavassori/Bolelli e in semifinale Murray/Venus, contro i quali perdono l'unico set di tutto il torneo. Conquistano il titolo con il successo su Behar/Pavlásek e grazie a questo successo Korda entra per la prima volta nella top 100 di doppio, in 57ª posizione. Sconfitto al terzo turno agli Internazionali d'Italia e al Roland Garros, riprende l'ascesa nel ranking raggiungendo la finale sull'erba del Rosmalen Open senza perdere alcun set, dove cede ad Alex de Minaur dopo aver eliminato il nº 13 ATP Tommy Paul e il numero 23 Tallon Griekspoor, risultati con cui torna alla 23ª posizione. Sale alla 20ª con la semifinale persa contro il vincitore del torneo Tommy Paul al Queen's, dopo aver eliminato Chačanov e il top 10 Dimitrov, mentre non va oltre il primo turno a Wimbledon.
Si aggiudica il primo titolo ATP 500 al successivo Washington Open, dove elimina tra gli altri Thompson, in semifinale Tiafoe, e in finale ha la meglio su Flavio Cobolli con il punteggio di 4-6, 6-2, 6-0. Il grande momento di forma continua con la semifinale raggiunta al Masters 1000 di Montréal dopo i successi sul nº 13 del mondo Taylor Fritz – contro il quale aveva perso entrambi i match disputati in precedenza – e sul nº 4 Alexander Zverev, che affrontava per la prima volta. Viene eliminato dalla sorpresa del torneo Alexei Popyrin e sale al 15º posto mondiale. Esce di scena al secondo turno agli US Open. Un problema al gomito destro che lo affliggeva da alcune settimane lo costringe in ottobre a sottoporsi a un intervento chirurgico.

### 2025, una finale in singolare, una finale Masters 1000 e top 50 in doppio
Rientra all'inizio del 2025 come nº 22 del ranking e subito raggiunge la finale all'ATP dell'Adelaide International, persa in tre set contro Félix Auger-Aliassime, e delude in singolare nei tornei successivi. Esce al turno di esordio all'Indian Wells Open, mentre raggiunge la finale nel torneo di doppio con Jordan Thompson e vengono sconfitti da Mate Pavić / Marcelo Arévalo in due set, risultato con cui fa il suo ingresso nella top 50 del ranking. Al Miami Open elimina il top 10 Tsitsipas, Gaël Monfils ed esce nei quarti per mano di Djokovic. Viene sconfitto al terzo turno al Madrid Open, agli Internazionali d'Italia e al Roland Garros

## Vita privata
È fidanzato con Ivana Nedvěd, figlia del calciatore Pavel Nedvěd.

## Statistiche

### Singolare

#### Vittorie (2)
| Legenda              |
| Grande Slam (0)      |
| ATP Finals (0)       |
| ATP Masters 1000 (0) |
| ATP Tour 500 (1)     |
| ATP Tour 250 (1)     |

| N. | Data           | Torneo                      | Superficie  | Avversario in finale | Punteggio     |
| 1. | 29 maggio 2021 | Emilia Romagna Open, Parma  | Terra rossa | Marco Cecchinato     | 6–2, 6–4      |
| 2. | 4 agosto 2024  | Washington Open, Washington | Cemento     | Flavio Cobolli       | 4–6, 6–2, 6–0 |

#### Finali perse (7)
| Legenda              |
| Grande Slam (0)      |
| ATP Finals (0)       |
| ATP Masters 1000 (0) |
| ATP Tour 500 (0)     |
| ATP Tour 250 (7)     |

| N. | Data            | Torneo                               | Superficie  | Avversario in finale  | Punteggio           |
| 1. | 13 gennaio 2021 | Delray Beach Open, Delray Beach      | Cemento     | Hubert Hurkacz        | 3–6, 3–6            |
| 2. | 16 ottobre 2022 | Gijón Open, Gijón                    | Cemento (i) | Andrej Rublëv         | 2–6, 3–6            |
| 3. | 23 ottobre 2022 | European Open, Anversa               | Cemento (i) | Félix Auger-Aliassime | 3–6, 4–6            |
| 4. | 8 gennaio 2023  | Adelaide International, Adelaide     | Cemento     | Novak Đoković         | 7–6(8), 6(3)–7, 4–6 |
| 5. | 3 ottobre 2023  | Astana Open, Astana                  | Cemento (i) | Adrian Mannarino      | 6–4, 3–6, 2–6       |
| 6. | 16 giugno 2024  | Rosmalen Open, 's-Hertogenbosch      | Erba        | Alex de Minaur        | 2–6, 4–6            |
| 7. | 11 gennaio 2025 | Adelaide International, Adelaide (2) | Cemento     | Félix Auger-Aliassime | 3–6, 6–3, 1–6       |

### Doppio

#### Vittorie (1)
| Legenda              |
| Grande Slam (0)      |
| ATP Finals (0)       |
| ATP Masters 1000 (1) |
| ATP Tour 500 (0)     |
| ATP Tour 250 (0)     |

| N. | Data          | Torneo              | Superficie  | Compagno        | Avversari in finale       | Punteggio   |
| 1. | 4 maggio 2024 | Madrid Open, Madrid | Terra rossa | Jordan Thompson | Ariel Behar Adam Pavlásek | 6–3, 7–6(7) |

#### Sconfitte (1)
| Legenda              |
| Grande Slam (0)      |
| ATP Finals (0)       |
| ATP Masters 1000 (1) |
| ATP Tour 500 (0)     |
| ATP Tour 250 (0)     |

| N. | Data          | Torneo                          | Superficie | Compagno        | Avversari in finale        | Punteggio |
| 1. | 15 marzo 2025 | Indian Wells Open, Indian Wells | Cemento    | Jordan Thompson | Mate Pavić Marcelo Arévalo | 3–6, 4–6  |

### Next Generation ATP Finals

#### Finali perse (1)
| Legenda                        |
| Next Generation ATP Finals (1) |

| N. | Data             | Torneo                             | Superficie  | Avversario in finale | Punteggio        |
| 1. | 13 novembre 2021 | Next Generation ATP Finals, Milano | Cemento (i) | Carlos Alcaraz       | 3(5)–4, 2–4, 2–4 |

### Tornei minori

#### Singolare

##### Vittorie (2)
| Legenda tornei minori |
| Challenger (2)        |
| Futures (0)           |

| N. | Data            | Torneo                                     | Superficie    | Avversari in finale | Punteggio |
| 1. | 11 agosto 2020  | Challenger Eckental, Eckental              | Sintetico (i) | Ramkumar Ramanathan | 6–4, 6–4  |
| 2. | 31 gennaio 2021 | Open Quimper Bretagne Occidentale, Quimper | Cemento (i)   | Filip Horanský      | 6–1, 6–1  |

##### Finali perse (8)
| Legenda        |
| -------------- |
| Challenger (2) |
| Futures (6)    |

| N. | Data             | Torneo                                        | Superficie  | Avversari in finale  | Punteggio           |
| 1. | 15 ottobre 2017  | F33, Houston                                  | Cemento     | Thai-Son Kwiatkowski | 2–6, 2–6            |
| 2. | 5 agosto 2018    | F21 Decatur                                   | Cemento     | Nicolas Alvarez      | 4–6, 6–3, 3–6       |
| 3. | 12 agosto 2018   | F22, Edwardsville                             | Cemento     | Axel Geller          | 2–6, 6–4, 6(0)–7    |
| 4. | 24 febbraio 2019 | M15, Antalya                                  | Terra rossa | Dmitry Popko         | 4–6, 6–3, 3–6       |
| 5. | 3 marzo 2019     | M15, Antalya                                  | Terra rossa | Dmitry Popko         | 7–5, 5–7, 5–7       |
| 6. | 14 aprile 2019   | M15, Sunrise                                  | Terra rossa | Dmitry Popko         | 3–6, 6–3, 4–6       |
| 7. | 21 luglio 2019   | Nur-Sultan Challenger, Nur-Sultan             | Cemento     | Evgenij Donskoj      | 6(5)–7, 6–3, 4–6    |
| 8. | 17 novembre 2019 | Champaign-Urbana Challenger, Champaign-Urbana | Cemento     | Jeffrey John Wolf    | 4–6, 7–6(3), 6(6)–7 |

## Risultati in progressione

### Singolare
| V | F | SF | QF | #T | RR | Q# | A | Z# | PO | O | F-A | SF-B | ND |

(V) Torneo vinto; raggiunto (F) finale, (SF) semifinale, (QF) quarti di finale, (#T) turni 4, 3, 2, 1; (RR) round - robin; (Q#) Turno di qualificazione; (A) assente dal torneo; (Z#) Zona gruppo Coppa Davis/Fed Cup (con indicazione numero); (PO) play-off Coppa Davis o Fed Cup; vinto un (O) oro, (F-A) argento o (SF-B) bronzo ai Giochi Olimpici; (ND) torneo non disputato.
Statistiche aggiornate al Australian Open 2025.
| Torneo                     | 2018          | 2019          | 2020          | 2021          | 2022          | 2023          | 2024          | 2025          | Titoli      | V-S         | V%          |
| Grande Slam                |               |               |               |               |               |               |               |               |             |             |             |
| Australian Open            | A             | Q1            | A             | A             | 3T            | QF            | 3T            | 2T            | 0 / 4       | 9–4         | 69%         |
| Roland Garros              | A             | A             | 4T            | 1T            | 3T            | 2T            | 3T            |               | 0 / 5       | 8–5         | 62%         |
| Wimbledon                  | A             | A             | ND            | 4T            | A             | 1T            | 1T            |               | 0 / 3       | 3–3         | 50%         |
| US Open                    | Q2            | Q1            | 1T            | 1T            | 2T            | 1T            | 2T            |               | 0 / 5       | 2–5         | 29%         |
| Vittorie-Sconfitte         | -             | -             | 3–2           | 3–3           | 5–3           | 5–4           | 5–4           | 1–1           | 0 / 17      | 22–17       | 56%         |
| Torneo di fine anno        |               |               |               |               |               |               |               |               |             |             |             |
| Next Generation            | NQ            | NQ            | ND            | F             | NQ            | NQ            | NQ            | NQ            | 0 / 1       | 4–1         | 80%         |
| Vittorie-Sconfitte         | -             | -             | -             | 4–1           | -             | -             | -             | -             | 0 / 1       | 4–1         | 80%         |
| Nazionale                  |               |               |               |               |               |               |               |               |             |             |             |
| Giochi Olimpici            | Non disputati | Non disputati | Non disputati | A             | Non disputati | Non disputati | A             | ND            | 0 / 0       | 0–0         | -           |
| Coppa Davis                | A             | A             | A             | A             | QF            | A             | QF            |               | 0 / 2       | 2–0         | 100%        |
| Vittorie-Sconfitte         | -             | -             | -             | -             | 1–0           | -             | 1–0           | -             | 0 / 2       | 2–0         | 100%        |
| ATP Tour Masters 1000      |               |               |               |               |               |               |               |               |             |             |             |
| Indian Wells               | Q1            | A             | ND            | 2T            | 2T            | A             | 3T            |               | 0 / 3       | 2–3         | 40%         |
| Miami                      | A             | A             | ND            | QF            | 3T            | A             | 3T            |               | 0 / 3       | 7–3         | 70%         |
| Monte Carlo                | A             | A             | ND            | A             | 3T            | A             | 2T            |               | 0 / 2       | 3–2         | 60%         |
| Madrid                     | A             | A             | ND            | Q1            | 2T            | 2T            | 3T            |               | 0 / 3       | 2–3         | 40%         |
| Roma                       | A             | A             | A             | A             | 1T            | 2T            | 3T            |               | 0 / 3       | 1–3         | 25%         |
| Montréal/Toronto           | A             | A             | ND            | A             | A             | 2T            | SF            |               | 0 / 2       | 4–2         | 67%         |
| Cincinnati                 | A             | Q1            | 1T            | 2T            | 3T            | 1T            | 1T            |               | 0 / 5       | 3–5         | 38%         |
| Shanghai                   | A             | A             | Non disputato | Non disputato | Non disputato | SF            | A             |               | 0 / 1       | 4–1         | 80%         |
| Parigi                     | A             | A             | A             | 3T            | 1T            | 1T            | A             |               | 0 / 3       | 2–3         | 40%         |
| Vittorie-Sconfitte         | -             | -             | 0–1           | 7–4           | 8–7           | 5–6           | 8–7           | -             | 0 / 25      | 28–25       | 53%         |
| ATP Tour 500               |               |               |               |               |               |               |               |               |             |             |             |
| Rotterdam                  | A             | A             | A             | A             | A             | A             | 1T            | A             | 0 / 1       | 0–1         | 0%          |
| Dubai                      | A             | A             | A             | A             | A             | A             | QF            |               | 0 / 1       | 2–1         | 67%         |
| Acapulco                   | A             | A             | A             | 2T            | 1T            | A             | A             |               | 0 / 2       | 1–2         | 33%         |
| Barcellona                 | A             | A             | ND            | A             | 1T            | A             | A             |               | 0 / 1       | 0–1         | 0%          |
| Monaco di Baviera          | 250           | 250           | ND            | 250           | 250           | 250           | 250           |               | 0 / 0       | 0–0         | –           |
| Halle                      | A             | A             | ND            | QF            | 2T            | A             | A             |               | 0 / 2       | 3–2         | 60%         |
| Londra                     | A             | A             | ND            | A             | A             | SF            | SF            |               | 0 / 2       | 6–2         | 75%         |
| Washington                 | A             | A             | ND            | 3T            | QF            | 2T            | V             |               | 1 / 4       | 9–3         | 75%         |
| Vittorie-Sconfitte         | -             | -             | -             | 4–3           | 4–4           | 3–2           | 10–3          | -             | 1 / 13      | 21–12       | 64%         |
| ATP Tour 250               |               |               |               |               |               |               |               |               |             |             |             |
| Brisbane                   | A             | A             | Non disputato | Non disputato | Non disputato | Non disputato | 1T            | A             | 0 / 1       | 0–1         | 0%          |
| Adelaide                   | Non disputato | Non disputato | A             | ND            | A             | F             | SF            | F             | 0 / 3       | 8–3         | 73%         |
| Montpellier                | A             | A             | A             | 2T            | A             | A             | A             | A             | 0 / 1       | 1–1         | 50%         |
| Marsiglia                  | A             | A             | A             | A             | A             | A             | 2T            |               | 0 / 1       | 1–1         | 50%         |
| New York                   | 1T            | A             | A             | Non disputato | Non disputato | Non disputato | Non disputato | Non disputato | 0 / 1       | 0–1         | 0%          |
| Delray Beach               | A             | A             | A             | F             | QF            | A             | A             |               | 0 / 2       | 6–2         | 75%         |
| Belgrado                   | Non disputato | Non disputato | Non disputato | 1T            | A             | Non disputato | Non disputato | Non disputato | 0 / 1       | 0–1         | 0%          |
| Estoril                    | A             | A             | ND            | A             | SF            | A             | A             | ND            | 0 / 1       | 3–1         | 75%         |
| Monaco di Baviera          | A             | A             | ND            | 1T            | A             | A             | A             | 500           | 0 / 1       | 0–1         | 0%          |
| Bucarest                   | Non disputato | Non disputato | Non disputato | Non disputato | Non disputato | Non disputato | 2T            |               | 0 / 1       | 0–1         | 0%          |
| Lione                      | A             | A             | ND            | 2T            | A             | A             | A             | ND            | 0 / 1       | 1–1         | 50%         |
| Parma                      | Non disputato | Non disputato | Non disputato | V             | Non disputato | Non disputato | Non disputato | Non disputato | 1 / 1       | 5–0         | 100%        |
| 's-Hertogenbosch           | A             | A             | Non disputato | Non disputato | A             | A             | F             |               | 0 / 1       | 4–1         | 80%         |
| Eastbourne                 | A             | A             | ND            | A             | 1T            | A             | A             |               | 0 / 1       | 0–1         | 0%          |
| Atlanta                    | A             | A             | ND            | A             | 1T            | A             | A             | ND            | 0 / 1       | 0–1         | 0%          |
| Winston-Salem              | A             | A             | ND            | A             | A             | SF            | A             |               | 0 / 1       | 3–0         | 100%        |
| Metz                       | A             | A             | ND            | A             | QF            | A             | A             |               | 0 / 1       | 2–1         | 67%         |
| Zhuhai                     | A             | Non disputato | Non disputato | Non disputato | Non disputato | SF            | Non disputato | Non disputato | 0 / 1       | 2–1         | 67%         |
| San Diego                  | Non disputato | Non disputato | Non disputato | 2T            | A             | Non disputato | Non disputato | Non disputato | 0 / 1       | 1–1         | 50%         |
| Tel Aviv                   | Non disputato | Non disputato | Non disputato | Non disputato | 2T            | ND            | Non disputato | Non disputato | 0 / 1       | 1–1         | 50%         |
| San Pietroburgo            | A             | A             | 500           | 2T            | Non disputato | Non disputato | Non disputato | Non disputato | 0 / 1       | 1–1         | 50%         |
| Astana                     | Non disputato | Non disputato | A             | A             | 500           | F             | A             |               | 0 / 1       | 4–1         | 80%         |
| Gijón                      | Non disputato | Non disputato | Non disputato | Non disputato | F             | Non disputato | Non disputato |               | 0 / 1       | 4–1         | 80%         |
| Anversa                    | A             | A             | A             | A             | F             | A             | A             |               | 0 / 1       | 4–1         | 80%         |
| Vittorie-Sconfitte         | 0–1           | -             | -             | 13–7          | 16–8          | 13–2          | 7–5           | 2–1           | 1 / 27      | 51–25       | 67%         |
| Statistiche carriera       |               |               |               |               |               |               |               |               |             |             |             |
|                            | 2018          | 2019          | 2020          | 2021          | 2022          | 2023          | 2024          | 2025          | Titoli      | V–S         | V%          |
| Tornei ATP disputati       | 1             | 0             | 3             | 18            | 22            | 17            | 20            | 2             | 83          | 83          | 83          |
| Finali ATP perse           | 0             | 0             | 0             | 1             | 2             | 2             | 1             | 1             | 7           | 7           | 7           |
| Tornei ATP vinti           | 0             | 0             | 0             | 1             | 0             | 0             | 1             | 0             | 2           | 2           | 2           |
| Statistiche per superficie |               |               |               |               |               |               |               |               |             |             |             |
| Cemento                    | 0–1           | 0–0           | 0–2           | 20–12         | 25–14         | 22–11         | 19–11         | 3–2           | 1 / 54      | 89–53       | 63%         |
| Terra                      | 0–0           | 0–0           | 3–1           | 6–4           | 8–6           | 1–3           | 5–5           | 0–0           | 1 / 20      | 23–19       | 55%         |
| Erba                       | 0–0           | 0–0           | 0–0           | 5–2           | 1–2           | 3–2           | 7–3           | 0–0           | 0 / 9       | 16–9        | 64%         |
| Vittorie-Sconfitte         | 0–1           | 0–0           | 3–3           | 31–18         | 34–22         | 26–16         | 31–19         | 3–2           | 128–81      | 128–81      | 128–81      |
| Vittorie (%)               | 0%            | -             | 50%           | 63%           | 61%           | 62%           | 62%           | 60%           | 61.24%      | 61.24%      | 61.24%      |
| Ranking                    | 524           | 249           | 118           | 41            | 33            | 24            | 23            |               | 6 989 643 $ | 6 989 643 $ | 6 989 643 $ |

## Testa a testa con altri giocatori

### Testa a testa con giocatori classificati top 10
Testa a testa di Korda contro giocatori che si sono classificati n°10 o superiore nella classifica del ranking mondiale
in grassetto i giocatori ancora in attività
| Giocatore                               | Periodo   | Incontri | Record | V%   | Cemento     | Erba      | Terra     | Ultimo incontro                                              |
| --------------------------------------- | --------- | -------- | ------ | ---- | ----------- | --------- | --------- | ------------------------------------------------------------ |
| Giocatori classificati n°1 del ranking  |           |          |        |      |             |           |           |                                                              |
| Andy Murray                             | 2022–2023 | 2        | 2–0    | 100% | 2–0         | –         | –         | Vinto (7–6(3), 6–3) Adelaide 1 2023 1º Turno                 |
| Daniil Medvedev                         | 2021–2024 | 5        | 2–3    | 40%  | 2–2         | –         | 0–1       | Perso (7–5, 6(4)–7, 3–6) Madrid 2024 3º Turno                |
| Jannik Sinner                           | 2021–2024 | 3        | 1–2    | 33%  | 1–1         | –         | 0–1       | Perso (1–6, 2–6) Monte Carlo 2024 2º Turno                   |
| Carlos Alcaraz                          | 2021–2024 | 5        | 1–4    | 25%  | 0–1         | 0–1       | 1–2       | Perso (4–6, 6(5)–7, 3–6) Roland Garros 2024 3º Turno         |
| Novak Đoković                           | 2023      | 1        | 0–1    | 0%   | 0–1         | –         | –         | Perso (7–6(8), 6(3)–7, 4–6) Adelaide 1 2023 Finale           |
| Rafael Nadal                            | 2020–2022 | 2        | 0–2    | 0%   | 0–1         | –         | 0–1       | Perso (2–6, 6–1, 6(3)–7) Indian Wells 2022 2º Turno          |
| Giocatori classificati n°2 del ranking  |           |          |        |      |             |           |           |                                                              |
| Alexander Zverev                        | 2024      | 1        | 1–0    | 100% | 1–0         | –         | –         | Vinto (7–6(5), 1–6, 6–4) Montréal 2024 Quarti di finale      |
| Giocatori classificati n°3 del ranking  |           |          |        |      |             |           |           |                                                              |
| Marin Čilić                             | 2021      | 2        | 2–0    | 100% | 2–0         | –         | –         | Vinto (6–2, 6–4) Parigi 2021 2º Turno                        |
| Dominic Thiem                           | 2022      | 1        | 1–0    | 100% | 1–0         | –         | –         | Vinto (6(4)–7, 6–3, 7–6(4)) Anversa 2022 Semifinale          |
| Grigor Dimitrov                         | 2022–2024 | 3        | 2–1    | 67%  | 1–1         | 1–0       | –         | Vinto (6–4, 3–6, 7–5) Queen's 2024 3º Turno                  |
| Stefanos Tsitsipas                      | 2021      | 1        | 0–1    | 0%   | 0–1         | –         | –         | Perso (6(5)–7, 3–6) Cincinnati 2021 2º Turno                 |
| Giocatori classificati n°4 del ranking  |           |          |        |      |             |           |           |                                                              |
| Kei Nishikori                           | 2021      | 1        | 1–0    | 100% | –           | 1–0       | –         | Vinto (2–6, 6–3, 7–5) Halle 2021 2º Turno                    |
| Taylor Fritz                            | 2022–2024 | 3        | 1–2    | 33%  | 1–0         | –         | 0–2       | Vinto (6–4, 7–6(4)) Montréal 2024 2º Turno                   |
| Giocatori classificati n°5 del ranking  |           |          |        |      |             |           |           |                                                              |
| Jo-Wilfried Tsonga                      | 2021      | 1        | 1–0    | 100% | 1–0         | –         | –         | Vinto (6–4, 6–2) Montpellier 2021 1º Turno                   |
| Andrej Rublëv                           | 2021–2024 | 4        | 0–4    | 0%   | 0–4         | –         | –         | Perso (4–6, 3–4 rit.) Dubai 2024 Quarti di finale            |
| Giocatori classificati n°6 del ranking  |           |          |        |      |             |           |           |                                                              |
| Félix Auger-Aliassime                   | 2021–2025 | 4        | 1–3    | 25%  | 0–3         | –         | 1–0       | Perso (3–6, 6–3, 1–6) Adelaide 2025 Finale                   |
| Alex de Minaur                          | 2021–2024 | 4        | 1–3    | 25%  | 0–2         | 1–1       | –         | Perso (2–6, 4–6) 's-Hertogenbosch 2024 Finale                |
| Hubert Hurkacz                          | 2021–2024 | 5        | 1–4    | 20%  | 1–4         | –         | –         | Perso (6(5)–7, 7–6(5), 3–6) Miami 2024 3º Turno              |
| Giocatori classificati n°7 del ranking  |           |          |        |      |             |           |           |                                                              |
| Richard Gasquet                         | 2022–2023 | 2        | 2–0    | 100% | 1–0         | –         | 1–0       | Vinto (4–6, 6–1, 7–6(7)) Winston-Salem 2023 Quarti di finale |
| Giocatori classificati n°8 del ranking  |           |          |        |      |             |           |           |                                                              |
| Diego Schwartzman                       | 2021      | 1        | 1–0    | 100% | 1–0         | –         | –         | Vinto (6–3, 4–6, 7–5) Miami 2021 4º Turno                    |
| Cameron Norrie                          | 2021–2023 | 4        | 3–1    | 75%  | 2–1         | 1–0       | –         | Vinto (6–4, 7–6(1)) Queen's 2023 Quarti di finale            |
| John Isner                              | 2020–2022 | 3        | 2–1    | 67%  | 1–1         | –         | 1–0       | Perso (6(3)–7, 6–1, 6(4)–7) Cincinnati 2022 3º Turno         |
| Karen Chačanov                          | 2021–2024 | 6        | 3–3    | 50%  | 2–2         | 1–1       | –         | Vinto (7–5, 7–6(5)) Queen's 2024 1º Turno                    |
| Giocatori classificati n°9 del ranking  |           |          |        |      |             |           |           |                                                              |
| Roberto Bautista Agut                   | 2021–2024 | 4        | 4–0    | 100% | 3–0         | 1–0       | –         | Vinto (6(2)–7, 6–3, 6–4) Miami 2024 2º Turno                 |
| Fabio Fognini                           | 2021      | 1        | 1–0    | 100% | 1–0         | –         | –         | Vinto (1–6, 6–4, 6–2) Miami 2021 2º Turno                    |
| Tommy Paul                              | 2021–2024 | 6        | 4–2    | 67%  | 2–1         | 1–1       | 1–0       | Perso (4–6, 6(2)–7) Queen's 2024 Semifinale                  |
| Giocatori classificati n°10 del ranking |           |          |        |      |             |           |           |                                                              |
| Frances Tiafoe                          | 2018–2024 | 6        | 3–3    | 50%  | 2–2         | 1–0       | 0–1       | Vinto (6–4, 6–4) Washington 2024 Semifinale                  |
| Denis Shapovalov                        | 2020      | 1        | 0–1    | 0%   | 0–1         | –         | –         | Perso (4–6, 6–4, 3–6, 2–6) US Open 2020 1º Turno             |
| Pablo Carreño Busta                     | 2022–2024 | 3        | 0–3    | 0%   | 0–2         | 0–1       | –         | Perso (5–7, 1–6) Cincinnati 2024 1º Turno                    |
| Totale                                  | 2018–2025 | 85       | 41–44  | 48%  | 28–31 (47%) | 8–5 (62%) | 5–8 (38%) | * Statistiche aggiornate al 31 gennaio 2025.                 |

### Vittorie contro top 10 per stagione
| Anno     | 2021 | 2022 | 2023 | 2024 | 2025 | Totale |
| -------- | ---- | ---- | ---- | ---- | ---- | ------ |
| Vittorie | 2    | 1    | 3    | 2    | 1    | 9      |

| Anno | N. | Avversario            | Rank | Torneo                             | Superficie  | Turno | Punteggio           |
| 2021 | 1. | Diego Schwartzman     | 9    | Miami Open, Miami Gardens          | Cemento     | 4T    | 6–3, 4–6, 7–5       |
| 2021 | 2. | Roberto Bautista Agut | 10   | Halle Open, Halle                  | Erba        | 1T    | 6–3, 7–6(0)         |
| 2022 | 3. | Félix Auger-Aliassime | 10   | Estoril Open, Estoril              | Terra rossa | QF    | 6–2, 6–2            |
| 2023 | 4. | Daniil Medvedev       | 8    | Australian Open, Melbourne         | Cemento     | 3T    | 7–6(7), 6–3, 7–6(4) |
| 2023 | 5. | Frances Tiafoe        | 10   | Queen's Club Championships, Londra | Erba        | 2T    | 7–6(2), 6–3         |
| 2023 | 6. | Daniil Medvedev (2)   | 3    | Shanghai Masters, Shanghai         | Cemento     | 3T    | 7–6(8), 6–2         |
| 2024 | 7. | Grigor Dimitrov       | 10   | Queen's Club Championships, Londra | Erba        | 2T    | 6–4, 3–6, 7–5       |
| 2024 | 8. | Alexander Zverev      | 4    | Canadian Open, Montréal            | Cemento     | QF    | 7–6(5), 1–6, 6–4    |
| 2025 | 9. | Stefanos Tsitsipas    | 10   | Miami Open, Miami Gardens          | Cemento     | 3T    | 7–6(4), 6–3         |